# サンケイスカラシップ
財団法人サンケイスカラシップは、産経新聞、フジテレビジョンなどが主唱し、1964年（昭和39年）、元内閣総理大臣吉田茂を会長に創設された、海外留学を支援する財団法人。

## 概要
設立当初、副会長は大河内一男、高村象平、松下幸之助、植村甲午郎、小林中。理事長に水野成夫、専務理事に鹿内信隆、沢村義夫、監事に友田信という人々が役員に名を連ね、事務局長として藤山正男、事務島田は産経新聞社から出向していた。
大学（短大高専など）在学中の公費留学（海外留学奨学金）は、当時数少ない制度であり、他には学生に限らない社会人も対象の「コンクール・ド・フランセ」（朝日新聞社主催 / 現在は、公益財団法人日仏会館主催「フランス語コンクール」）。がある程度であった。
第1回生から第19回生までは、米、英、独、仏に派遣。第20回生でカナダ、第21回生でオーストラリアが加わった。途中公募のない年があり、そのなかった翌年は一層の狭き門だった。なお第8回から第10回生は、米が100倍、仏が20倍位の倍率であった。
1989年（平成元年）、創立25周年を迎え、従来の留学生派遣事業はなくなった。それまで延べ約511人の奨学生がいた。
1983年（昭和58年） よりサンケイスカラシップ同窓会も活発な活動をしていたが、1995年（平成7年）を最後に活動休止している。
文部省とともに強力な支援をしていた経団連が2012年（平成24年）度新たに創設した経団連グローバル人材育成スカラーシップ」は、大学生対象の海外奨学金という点で、後継とも考えられる。しかし、交換留学制度のある、政府指定の13大学からの候補者を対象に選考する点は、公募制のサンケイスカラシップと違う。また支給額が百万円なのも、渡航費、生活費に給費が過不足なかった、以前の制度とは、違う点である。
1968年（昭和43年）から2009年（平成21年）まで、「高校生文化大賞」（主催：産経新聞社、後援：文部科学省・全国高等学校長協会ほか、特別協賛：ポプラ社）という高校生向けのプログラムも存在した。

## 会長
- 吉田茂（1964年-1968年）
- 植村甲午郎（1968年-1979年）
- 鹿内信隆（1979年-1988年）
- 石田達郎（1988年-1989年）

## 理事長
- 水野成夫（1964年-1968年）
- 鹿内信隆（1968年-1982年）
- 浅野賢澄（1982年-1988年）
- 石田達郎（1988年-1989年）

## 出身者
- 大島正太郎 （1・米） - 内閣官房内閣審議官およびTPP関係国との協議担当政府代表、WTO上級委員[2]、韓国大使
- 佐藤仁 （1・米）
- 大島賢三 （1・英） - 原子力規制委員会委員、JICA副理事長、国連大使[3]。
- 黛治利 （2・米）
- 町村信孝 （3・米）- 政治家
- 安藤裕康（4・米）- 国際交流基金理事長、駐イタリア大使.
- 寺田朗子   (4・仏) - 国境なき医師団、国境なき子どもたち
- 木畑洋一 （5・英）- 成城大学法学部教授、東京大学大学院総合文化研究科教授
- 玉村豊男 （5・仏）- 著述家
- 山梨正明 （7・米） - 京都大学大学院人間・環境学研究科教授
- 大久保良夫 （8・米） - 日本証券業協会専務理事
- 福岡繁樹 （8・米） - 通訳翻訳、経営コンサルタント
- 大久保美春 （9・仏） - 著述家
- 平山健二郎 （10・米） - 関西学院大学経済学部教授
- 竹森俊平 （11・仏） - 慶應義塾大学経済学部教授
- 麻生川静男 （12・独） - 京都大学産官学連携本部寄附研究部門准教授
- 青木三郎 （12・仏）- 筑波大学教授
- 武田潔 （12・仏）- 早稲田大学教授
- 山田文比古 （12・仏）- 東京外国語大学教授、外交官
- 保阪良子 （17・独） - 学習院大学准教授、まいにちドイツ語講師
- 北村亜矢子 （17・仏） - フランス語講座講師